# Magic de New York
Maillots
Le Magic de New York est un club de soccer basé à New Rochelle, aux États-Unis. Fondé en 1997, il fait partie de la W-League. 